# Apanteles congoensis
Apanteles congoensis är en stekelart som beskrevs av De Saeger 1941. Apanteles congoensis ingår i släktet Apanteles och familjen bracksteklar. Inga underarter finns listade i Catalogue of Life.